# 올리버 보스비셸

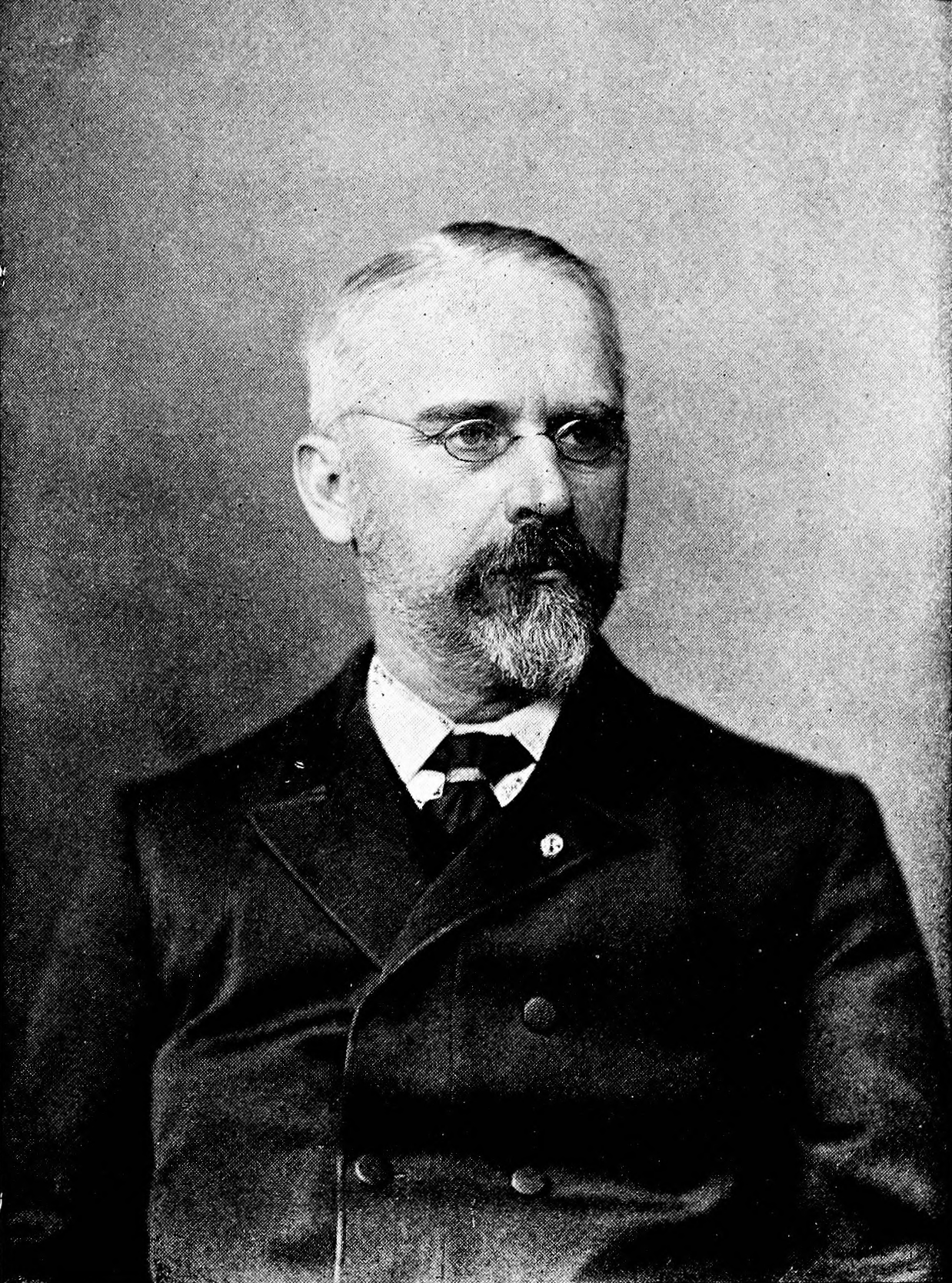

올리버 보스비셸(Oliver Bosbyshell, 본명: 올리버 크리스티안 보스비셸, Oliver Christian Bosbyshell, 1839년 1월 3일 – 1921년 8월 1일)은 1889년부터 1894년까지 필라델피아 주재 미국 조폐국의 감독관이었다. 또한 남북 전쟁에서 적의 행동으로 부상을 입은 최초의 북군 병사라고 주장했다. 1861년 4월 그의 부대가 볼티모어를 통과하여 행진하던 중 남부군 동조자가 던진 물체로 인해 이마에 멍이 들었다.
보스비셸은 미시시피에서 태어났다. 그의 부모는 필라델피아 출신이었고 그는 펜실베니아 주 스퀼킬군에서 자랐다. 잠시 철도 관련 일을 하고 법률을 공부한 후 보스비셸은 전쟁 발발에 대비해 연방에 입대했다. 펜실베이니아 제25 자원 봉사 연대에서 짧은 기간 복무한 후, 그는 펜실베니아 제48 연대에 합류하여 3년 동안 그 연대에 남아 있었다. 그는 제2차 불런 전투와 앤티텀 전투와 같은 전투에서 활약을 보았다. 그는 소령으로 진급하여 연대를 이끌었으나 1864년 10월 복무만료로 휴직이 거부되어 소집되었다.
군대를 떠난 후 보스비셸은 펜실베이니아로 돌아와 두 개의 실패한 사업에서 일했다. 그는 또한 공화당 정치와 재향 군인 단체인 공화국 대군 활동에도 참여했다. 그는 1869년에 필라델피아 조폐국의 직위에 임명되었고, 1876년에 주화 발행인이 되었고, 1889년에 감독관이 되어 4년 동안 봉사했다. 조폐국에서 보스비셸의 부하 중 한 명이 금괴를 훔쳤고 범인이 체포되었을 때 모두 회수되지 않았기 때문에 보스비셸은 그의 사무실 덕분에 손실에 대한 책임을졌다. 1899년 의회 법령에 따라 이 책임에서 면제되었다. 말년에는 보험 회사의 임원이었다. 1921년에 사망했다.